# Карпов Олександр Олександрович (військовослужбовець)
Олекса́ндр Олекса́ндрович Ка́рпов (19 червня 1999, Токмак, Запорізька область — 13 вересня 2023, Андріївка, Донецька область) — український військовослужбовець, старший солдат, учасник російсько-української війни, загинув в ході російського вторгнення в Україну. Кавалер ордена «За мужність» ІІІ ступеня (посмертно).

## Життєпис
Народився 19 червня 1999 року в місті Токмак Запорізької області.Закінчив ДНЗ «Багатопрофільний центр ПТО» та здобув фах кухаря-кондитера. Працював кухарем у кафе «Аляска» в рідному місті, пізніше – вантажником на швейній фабриці.
Батько Карпов Олександр Олександрович помер в 2007 році. Мати та бабуся залишились в окупованому Токмаці. 
З листопада 2020 року проходив службу в батальйоні охорони Арсеналу авіаційних засобів ураження.
Під час повномасштабної війни, у травні 2023-го, за власним бажанням був переведений у 3-тю окрему штурмову бригаду ЗСУ. Приєднавшись до славнозвісного взводу "Десептикони". 

## Загибель
Під час виконання бойового завдання, отримавши поранення, надав собі першу допомогу та разом з бойовим товаришем, намагався врятувати побратима. Однак, відбувся артилерійський обстріл після якого, поранення виявилося несумісним із життям. Всі троє загинули. Декілька днів Олександр вважався безвісти зниклим, поки його побратими не дістали тіло. Загинув 13 вересня 2023 року, в районі села Андріївка, Бахмутського району, Донецької області.
Поховали Олександра на Алеї Слави Загреблянського кладовища у місті Сміла, Черкаської області.

## Нагороди
- Орден «За мужність» III ступеня (1 травня 2024, посмертно) — за особисту мужність, виявлену у захисті державного суверенітету та територіальної цілісності України, самовіддане виконання військового обов'язку.
- Відзнака Головнокомандувача ЗСУ «Золотий хрест».